# Čierne jazierko
Čierne jazierko je přírodní památka v katastrálním území obce Tešedíkovo v okrese Šaľa v Nitranském kraji na Slovensku. Území bylo vyhlášeno v roce 1973 a jeho rozloha je 3,4 hektaru. Předmětem ochrany je dobře zachovaná vodní plocha s přirozenou morfologií prohlubně a typickými břehovými, vlhkomilnými a vodomilnými společenstvy.